# برج مرجان
برج مرجان (به عربی: برج المرجان) یک ساختمان بلندمرتبه در بحرین است که در منامه واقع شده‌است.